# John Saunders (Footballspieler)
John Wesley Saunders III (* 29. April 1950 in Toledo, Ohio; † 11. Februar 2001) war ein US-amerikanischer American-Football-Spieler. Er spielte drei Saisons auf der Position des Defensive Backs in der National Football League (NFL).

## Karriere
Saunders spielte von 1969 bis 1971 College Football an der University of Toledo für die Toledo Rockets. Er war Teil der Verteidigung, die den Rockets half, in drei aufeinanderfolgenden Saisons alle 35 Spiele zu gewinnen. 1970 und 1971 spielte er für die Rockets zudem Basketball. Saunders wurde nach seiner Zeit in Toledo eingeladen im All-American Bowl zu spielen. 2013 wurde er für seine Leistungen in die Varsity 'T' Hall of Fame, die Ruhmeshalle der Toledo Rockets, aufgenommen.
Im NFL Draft 1972 wurde Saunders in der vierten Runde als insgesamt 87. Spieler von den Los Angeles Rams ausgewählt. Er spielte jedoch kein Spiel für die Rams. 1972 spielte er stattdessen für die Buffalo Bills zwei Spiele. 1973 wechselte er in die Canadian Football League (CFL), wo er eine Saison für die Edmonton Eskimos spielte. In den folgenden beiden Jahren spielte er bei den San Francisco 49ers, wo er sieben Spiele bestritt.